# تاريخ حماة (كتاب)
تاريخ حماة هو أول كتاب مخصص يؤرخ لتاريخ مدينة حماة منذ نشأتها، ألفه أحمد الصابوني وأتمه في 1914 م. نشر لأول مرة عام 2011 عن دار سعيد العاص وطبع ثلاث مرات آخرها في 2014. يتكون الكتاب من 211 صفحة.

كتاب تاريخ حماة - الوجه الخلفي

## وصلات خارجية
- تاريخ حماة